# El bosque del lobo
El bosque del lobo és una pel·lícula espanyola dramàtica de 1971 dirigida per Pedro Olea Retolaza, escrita per Olea i Juan Antonio Porto, i basada en la novel·la El bosque de Ancines de Carlos Martínez-Barbeito, la que al seu torn és basada en fets reals, concernents al cas de Manuel Blanco Romasanta i el mite que era un home llop.
En el film es desenvolupa la història d'un assassí similar a Romasanta, però aquesta vegada anomenat Benito Freire, interpretat per José Luis López Vázquez. La cinta és actualment considerada un clàssic de la cinematografia espanyola de la seva època i la primera interpretació totalment reconeguda de López Vázquez, qui amb anterioritat solia interpretar papers còmics.

## Argument
Benito Freire és un venedor ambulant que es dedica a la venda ambulant per diferents pobles gallecs i pateix atacs d'epilèpsia. A causa de certs fets que es donen amb el transcurs del temps, per la comarca comença a estendre's el rumor que Freire pateix la maledicció de la licantropia.

## Repartiment
- José Luis López Vázquez: Benito Freire. És una víctima de les males llengües de la comarca. Això provocarà que els seus atacs d'epilèpsia li donin la fama d'home llop.[1]
- Amparo Soler Leal: Pacucha.
- Antonio Casas: Abad.
- Núria Torray: Avelina.
- John Steiner: Robert.
- Alfredo Mayo: Don Nicolás de Valcárcel.
- Carlos Fuertes: Fill de Don Nicolás de Valcárcel.
- Luis Fuertes: Fill de Don Nicolás de Valcárcel.
- Paul Ellis
- Amadeo Souto Doval: Caçador 1